# Anna's Archive
Anna's Archive는 Anna라는 가명을 사용하는 인물이 창설한 섀도우 라이브러리를 위한 검색엔진이다. 2022년 Z-library를 폐쇄하려는 공권력의 노력에 대항하며 설립되었다. Anna's Archive는 "존재하는 모든 책들을 목록화"하고 "모든 책들을 디지털 형태로 접근 가능하게 하려는 인류의 노력을 추적"하는 것을 목표로 한다고 주장한다.
Anna's Archive는 Library Genesis, Open Library, Sci-Hub, 그리고 Z-Library를 미러링하고, WorldCat의 전체 도서 목록과 DuXiu의 책 데이터베이스 전체를 스크래핑하였다. Anna's Archive는 저작권이 있는 자료를 호스팅 하지 않고, 단지 공연히 열람 가능한 메타데이터 만을 제공한다고 주장한다.
2024년 9월 21일 기준, Anna's Archive는 37,666,367 권의 책과 105,835,081개의 논문을 보관하고 있다.

## 웹사이트
Anna's Archive 웹사이트의 모든 데이터와 코드는 오픈 소스이다. 모든 데이터들은 유사시를 대비하여 토렌트틀 통해 보존 중이다. 고속 다운로드와 저속 다운로드로 두가지 다운로드 방법을 지원하는데, 고속 다운로드는 멤버십을 유지해야만 사용 가능하고, 저속 다운로드는 스크레이핑을 방지하기 위해 브라우저 인증 등을 거쳐야 사용 가능하다.

## 역사
Anna's Archive는 미국의 Z-Library를 폐쇄하려는 노력에 저항하여 익명의 활동단체 Pirate Library Mirror에 의해 창립되었다.
2023년 10월 3일, Anna's Archive는 전 세계에서 가장 큰 책 메타데이터 데이터베이스인 WorldCat을 스크레이핑했다고 주장했다. Anna's Archive는 이 스크레이핑이 "전 세계의 모든 책들을 정리하는 데에 아주 큰 이정표를 남겼"고, 이것이 "보존되어야 할 책들을 정리하는 것을 가능하게 해 주었다"고 말했다. 이 스크레이핑을 이유로, Anna's Archive는 2024년 1월 12일, WorldCat의 운영 주체중 하나인 OCLC로부터 고소당했다. OCLC는 스크레이핑이 본 단체의 서버에 대한 사이버 공격이고, Anna's Archive가 스크레이핑된 자료를 공연하게 다운로드 할 수 있도록 하고있다고 주장하였다. 유일하게 실명으로 제소된 피고인은 Anna's Archive나 해당 사이버 공격에 대한 연관을 모두 부정하였다
2023년 11월 4일, Anna는 스캔된 중국의 책들의 데이터베이스인 DuXiu를 입수했다고 주장했다. 데이터는 어떤 제약도 없이 2024년 6월 16일에 공개되었다..
2024년 1월, Anna's Archive는 이탈리아에서 이탈리아 출판사회의 저작권 위반 신고로 접속 금지되었다. 2024년 3월, Anna's Archive는 네덜란드의 반-저작권 위반 단체 BREIN의 요청으로 네덜란드의 일부 인터넷 서비스 제공자로부터 접속 금지되었다.
2024년 7월 1일, .org 미러가 .gs 미러로 리다이렉트 하기 시작했다. 2024년 7월 11일, Anna는 서브레딧에 .gs 미러가 작동하지 않으며, .se 미러, 또는 새로운 .li 미러를 사용하라고 말했다; .org미러도 더이상 리다리렉트 하지 않게 되었다.

## 같이 보기
- Sci-Hub